# La bomba (film, 1999)
Pour les articles homonymes, voir La bomba (homonymie).
Pour plus de détails, voir Fiche technique et Distribution.
La bomba est un film italien réalisé par Giulio Base, sorti en 1999.

## Fiche technique
- Titre : La bomba
- Réalisation : Giulio Base
- Scénario : Giulio Base et Filippo Ascione
- Musique : Leo Gadaleta
- Pays d'origine : Italie
- Genre : comédie
- Date de sortie : 1999

## Distribution
- Lola Pagnani : Daisy
- Alessandro Gassmann : Nino
- Enrico Brignano : Sergio
- Rocco Papaleo : Gaetano
- Vito Antuofermo : Pippo Messina
- Vittorio Gassman : Don Vito Bracalone
- Shelley Winters : la Prof Summers
- Chiara Muti : Immacolata
- Paola Quattrini : Alba
- Giulio Base : le prêtre